# SR-25
SR-25は、ナイツアーマメントのユージン・ストーナーによって開発されたセミオート方式のスナイパーライフルである。

## 概要
SR-25は、550mで150mm以下の集弾が可能な狙撃銃として開発された。
AR-10（AR-15、M16）の機構を踏襲しており、作動方式はガス圧式ターンロックボルト、AR-10と同じ7.62x51mm NATO弾を使用する。AR-15/M16のシリーズとは部品の60%を互換しているが、レシーバー、撃鉄、バレルセット、ボルト、ボルトキャリアー等がオリジナルパーツとなっている。11.25インチで1回転するライフリングを持つSR-25の銃身は、レミントン・アームズによって製造されている。
アメリカ海軍特殊部隊SEALsなどで運用される後述のMk.11は、24インチ（609mm）のヘビーバレルを装備し、また、銃身はフリーフローティングになっており、ハンドガードはレシーバーの前部とのみ結合しており、銃身に力が掛からない様になっている。このため、0.75MOA（100ヤードで約0.75インチ以下）という、セミオートとしては極めて優秀な精度を持つ。
アメリカでは、サプレッサーを除いた民間人向きのモデルもおよそ7,500USドルで発売されている。民間仕様のSR-25は、市販のマッチグレード弾薬を用いて100mで約1インチの集弾（約1MOA）が保証されている。
|          | SV-98                                   | SR-25                                       | M24                  | FR F2                | Arctic Warfare             | SVD                                                         |
| -------- | --------------------------------------- | ------------------------------------------- | -------------------- | -------------------- | -------------------------- | ----------------------------------------------------------- |
| 画像     |                                         |                                             |                      |                      |                            |                                                             |
| 使用弾薬 | 7.62x54mmR弾 7.62x51mm弾 8.58×70mm弾 等 | 7.62x51mm弾                                 | 7.62x51mm弾          | 7.62x51mm弾          | 7.62x51mm弾 8.58×70mm弾 等 | 7.62x54mmR弾                                                |
| 装弾数   | 10発                                    | 5 - 20発                                    | 5発 / 10発           | 10発                 | 5 - 10発                   | 10発                                                        |
| 銃身長   | 650 mm                                  | 508 mm / 609 mm                             | 610 mm               | 650 mm               | 660 mm                     | 620 mm                                                      |
| 全長     | 1,270 mm                                | 1,118 mm                                    | 1,092 mm             | 1,200 mm             | 1,180 mm                   | 1,225 mm                                                    |
| 重量     | 6,200 g                                 | 4,810 g （競技仕様）                        | 4,400 g              | 5,100 g              | 6,500 g                    | 4,310 g                                                     |
| 射程     | 1,000 m                                 | 600 m                                       | 800 m 1,500 m        | 800 m                | 800 m 1,500 m              | 800 m                                                       |
| 作動方式 | ボルトアクション方式                    | 作動:ストーナー方式 閉鎖:ロータリーボルト式 | ボルトアクション方式 | ボルトアクション方式 | ボルトアクション方式       | 作動:ショートストロークピストン式 閉鎖:ターンロックボルト式 |

## 特徴
SR-25にはアイアンサイトが付いておらず（Mk.11ライフルシステムではバックアップ用に最初から装備している）、レシーバートップには20mmピカティニー・レールを装備している。そのため、各種光学機器や、場合によってはM16A4の照準付きキャリングハンドルが着脱できる（レールシステムの前端にはフロントサイトが取り付けられる）。

## 運用

### アメリカ海軍

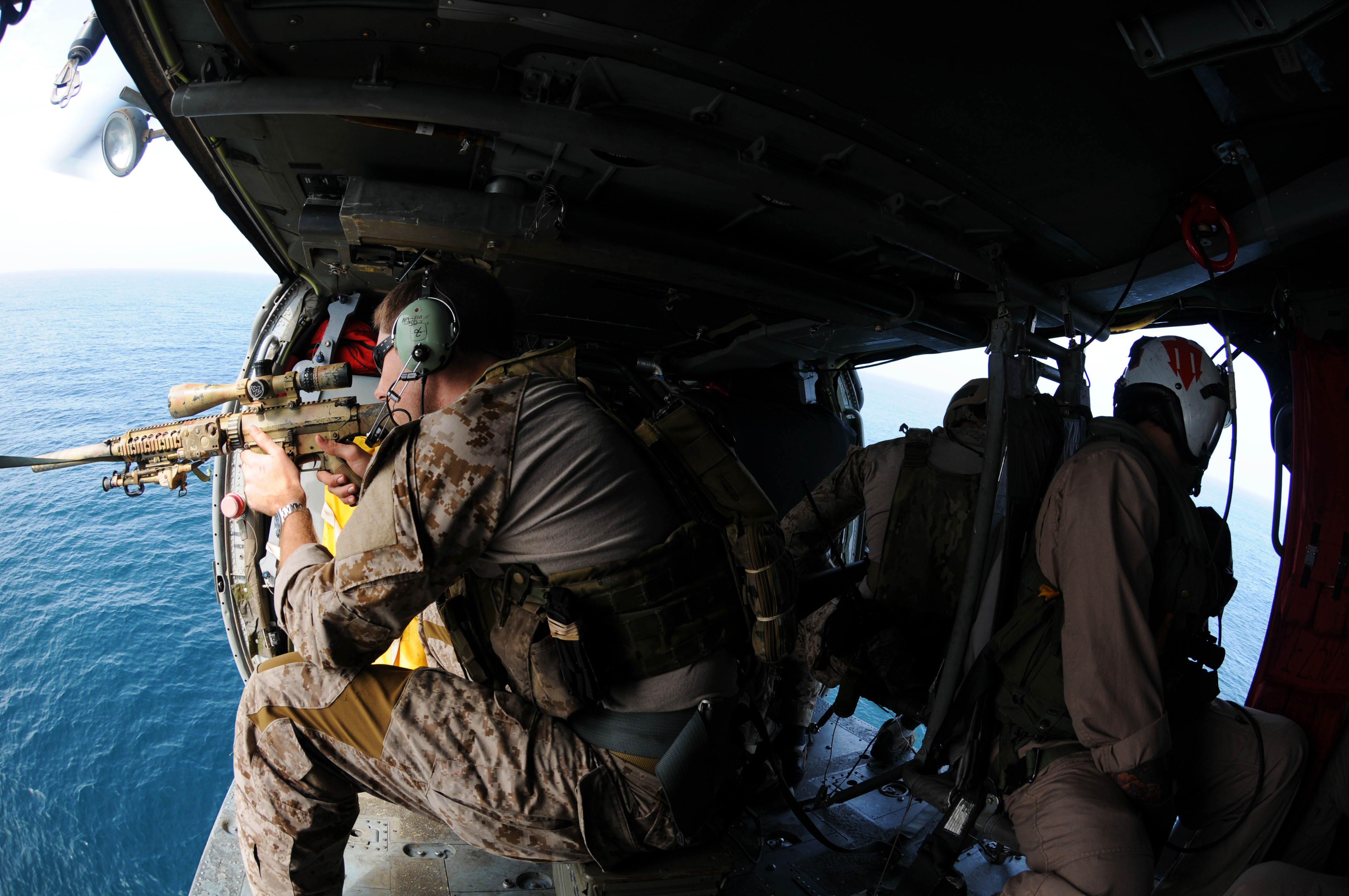
ヘリのキャビン内からMk.11を構えるSEALs隊員

Mk.11 Mod0 Sniper Weapon Systemは、SR-25を基に開発されたライフルシステムであり、アメリカ海軍特殊部隊の要求事項を満たすように開発された。銃本体の他に装弾数20発のマガジン、クイックデタッチ（素早く着脱可能な）スコープリング、リューポルド製Vari-X ミルドット光学スコープ、ハリス製バイポッド、ナイツ製クイックデタッチサプレッサー、そして、バックアップ用のアイアンサイトが標準装備されている。
米海軍での採用後のMk.11は、既存の銃の中でも非常に精度の高いセミオート狙撃銃の1つであるとして世界中で認知されるようになった。このMk.11 Mod.0は、.308ウィンチェスター弾とほぼ同一規格のマッチグレード7.62x51mm NATO弾を使用する。
ナイツアーマメントによると、このシステムの最大の売りは銃身のフリーフローティングを実現するレールシステムであるという。これによって銃を保持している時や、バイポッドを使用して地面に依託している際にもレールハンドガードを介して力が銃身に掛からず、最高の精度を発揮する。長さ288mmのナイツアーマメント製レールシステムも、素早く取り付け外しが行える。
NAVY SEALsの狙撃手だったクリス・カイルは著書『アメリカン・スナイパー』においてイラク戦争で単独行動した際、ボルトアクションの狙撃銃を使う場合は自衛用としてフルオートのアサルトライフルも携行することになるが、Mk.11は1丁で狙撃と自衛射撃がこなせるため荷物が少なくなるという点を評価しつつ、ジャム（イラクの細かい砂により、薬室に弾が2発装填されてしまう「ダブル・フィード」が起きる）に悩まされたとしている。
このMk.11は、同じくナイツアーマメント製のM110 SASSと外観が非常に似ているが、レールシステムが異なるほか、ストックが伸縮式になっており、さらに銃口には一体型のフラッシュサプレッサーが搭載され銃身が若干細くなっている点で異なる。

### アメリカ海兵隊

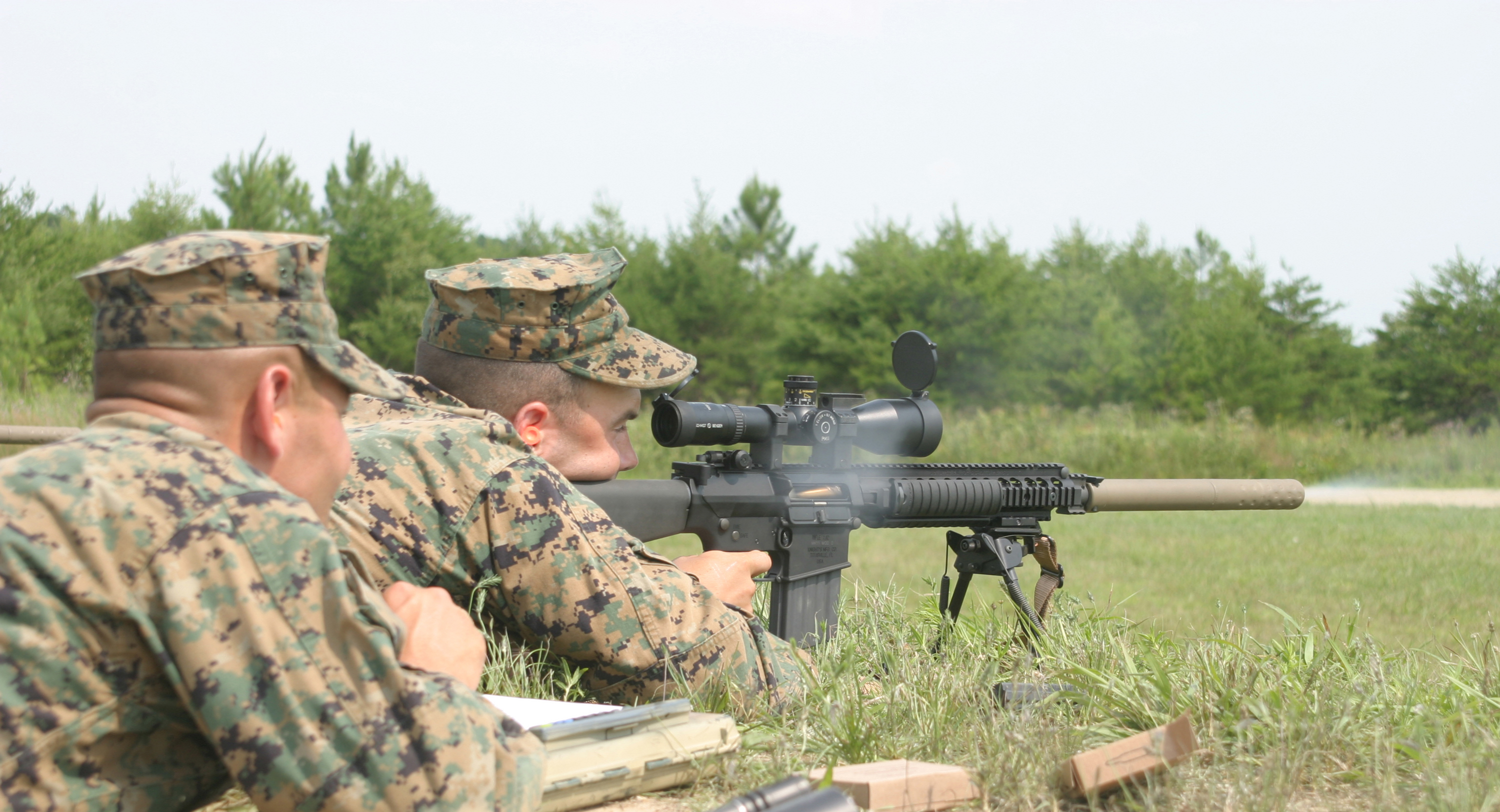
Mk.11を射撃中の海兵隊員

アメリカ海兵隊では、SR-25M（上述のMk.11と同一の銃）をスナイパーライフルとして使用している。2005年11月、海兵隊はイラクに派遣されている海兵隊の第二外遣隊司令官などからの要求を受けて、180丁のMk.11 Mod0を導入すると発表した。
現在海兵隊で使用されているM40 スナイパーライフルは、都市部での狙撃任務に適さないという報告が来ているという。主武装をM40A3にする場合、狙撃位置の変更を行う際の自衛用に2丁の銃（M16A4とM9拳銃）を副武装として携行する必要があるが、SR-25は装弾数が20発あり、1丁で狙撃から緊急時の自衛射撃も行えるという。

### アメリカ陸軍
2005年後半にアメリカ陸軍は、老朽化したM24 SWS（Sniper Weapon System）に代わって、Mk.11の派生型で上述のM110の購入契約をナイツアーマメントと取り交わした。2009年までに4,400丁を導入する計画がある。
現在、M24に代わり狙撃銃として各部隊に配備されている。

### イスラエル国防軍
1990年代後半、イスラエル特殊部隊は、中距離における速射をもちいた狙撃任務に対応すべく、試験的に数丁のSR-25を導入した。2001年には、イスラエル国防軍の陸軍部隊に制式採用された。同国では長距離狙撃銃としてM24 SWSを運用しており、歩兵用のM16A2やM4カービンでは届かない中距離での狙撃で活躍することが期待されている。

### オーストラリア軍
近年、オーストラリア軍のいくつかの部隊でもSR-25の運用が始まったと見られ、イラク・アフガニスタン、そして、東ティモールでの作戦において運用されている。

## 登場作品

### 映画
『キャプテン・フィリップス』
終盤でSEALsが狙撃に使用。
『名探偵コナン 異次元の狙撃手』
Mk.11が登場。容疑者の元海軍特殊部隊SEALsの狙撃兵ティモシー・ハンターの愛用銃でもあり、犯人が狙撃に使用する。
『アメリカンスナイパー』
Mk.11が登場。主人公のクリスカイル使用 1920mの狙撃に成功した

### ドラマ
『ジウ 警視庁特殊犯捜査係』
新世界秩序の武装集団が所持。

### 漫画・アニメ
『Angel Beats!』
死んだ世界戦線（SSS）のメンバー、高松が使用。
『ヨルムンガンド』
サプレッサー、バイポッド、スコープを装着したものをカットスロート隊員が所持。

### ゲーム
『ARMA 2』
『Joint Operations』
『OPERATION7』
『SOCOM: U.S. NAVY SEALs』
『WarRock』
アイテム紹介の欄では62mm標準NATO弾と誤植されている。
『クロスファイア』
ガチャの賞品として登場。
『ゴーストリコンシリーズ』
『ゴーストリコン デザートシージ』
『ゴーストリコン アドバンスウォーファイター』
『ゴーストリコン アドバンスウォーファイター2』
『スプリンターセル　ブラックリスト』
消音器付き。
『スペシャルフォース2』
『バトルフィールドシリーズ』
『BF3』
偵察兵の装備としてMk.11 Mod0が登場する。
『BF4』
Mk.11 Mod0が登場。
『BFH』
『メダル・オブ・オナー』
『レインボーシックスシリーズ』
『レインボーシックス ベガス 2』
『レインボーシックス3』
『レインボーシックス シージ』
『コール オブ デューティ モダン・ウォーフェアII』
「TEMPUS TORRENT」という名前でMk11 Mod 0が登場。伸縮式ストック、M－LOKレイルシステムをデフォルトで装備。
『コール オブ デューティ ブラックオプス6』
「DM-10」という名前で登場。キャンペーンではパンテオンやSASがよく使用している。